# Die Wächter der Träume
Die Wächter der Träume (Originaltitel: Dream Defenders) ist eine US-amerikanische Animationsserie aus dem Jahr 2011.

## Handlung
Die Zwillinge Zane und Zoey sind die Wächter der Träume und reisen mithilfe des Supercomputers Zeus in die Traumwelten der Menschen. Dort kämpfen sie gegen böse Gestalten in Alpträumen. Um die Ungeheuer und Königin der Traumwelten Icela von der realen Welt fernzuhalten, müssen sie Zusammenhalt zeigen und bereit sein sich ihren Ängsten zu stellen.

## Produktion und Veröffentlichung
Die Serie wurde 2011 in den Vereinigten Staaten von Tiny Island Productions produziert. Dabei sind 26 Folgen entstanden. Die deutsche Erstausstrahlung fand am 11. August 2014 auf Super RTL statt. Weitere deutschsprachige TV-Ausstrahlungen erfolgten ebenfalls auf Toggo plus.

## Episodenliste
| Folge | deutscher Titel           | deutsche Erstausstrahlung | englischer Titel          |
| 1     | Neue Welten – Teil 1      | 11.08.2014                | M.I.S.T.-ery Part One     |
| 2     | Neue Welten – Teil 2      | 12.08.2014                | M.I.S.T.-ery Part Two     |
| 3     | Neue Welten – Teil 3      | 13.08.2014                | M.I.S.T.-ery Part Three   |
| 4     | Pfannkuchen und Momoks    | 14.08.2014                | Food Fight                |
| 5     | Licht! Kamera! Cowboys!   | 15.08.2014                | Lights, Camera, Traction! |
| 6     | Trainer und Träume        | 18.08.2014                | I Walked With A Teacher   |
| 7     | Der Wikingerkönig         | 19.08.2014                | Game On                   |
| 8     | Spiel, Satz und Sieg      | 20.08.2014                | On The Ball               |
| 9     | Zeus und Hera             | 21.08.2014                | Wanted: Daedelus Or Alive |
| 10    | Die Jagd nach dem Laptop  | 22.08.2014                | The Back-Up Plan          |
| 11    | Zeus ist krank            | 25.08.2014                | The Fever Inside Me       |
| 12    | Traumhafte Kunstwerke     | 26.08.2014                | The Art Of Icela          |
| 13    | Zwischen den Welten       | 27.08.2014                | Neither Here Nor There    |
| 14    | Der Traumsport            | 28.08.2014                | Patel Mans Up             |
| 15    | Königin Lydia             | 29.08.2014                | Queen Of Meridian         |
| 16    | Das Riesenbaby            | 01.09.2014                | The Mind Of A Child       |
| 17    | Niemals ohne Traumblocker | 02.09.2014                | Saving Private Zane       |
| 18    | Klassenclowns             | 03.09.2014                | Fears Of A Clown          |
| 19    | Ein Theatertraum          | 04.09.2014                | Drama Queen               |
| 20    | Die neuen Bösewichte      | 01.09.2014                | Nodd & Druul 2.0          |
| 21    | Der neue Mitschüler       | 05.09.2014                | Big Man On Campus         |
| 22    | Die Kuschelmomoks         | 08.09.2014                | Fearless                  |
| 23    | Befreit Dr. Daedalus      | 09.09.2014                | Hi, Dad                   |
| 24    | Der falsche Momok         | 10.09.2014                | Family Business           |
| 25    | Icela in der realen Welt  | 11.09.2014                | Exo-Icela Breaks Through  |
| 26    | Traumhafte Schulparty     | 12.09.2014                | Dancing With The ‘80s     |